# Ministério da Economia (Suécia)
| Ministério da Economia Näringsdepartementet |                                           |
| Ministério da Economia (Suécia)             |                                           |
| Criação                                     | 1969                                      |
|                                             |                                           |
| Atual ministro                              | Mikael Damberg (Partido Social-Democrata) |

O Ministério da Economia da Suécia (em sueco:  Näringsdepartementet) é um ministério do Governo da Suécia, responsável pela economia nacional, mercado de trabalho, habitação, concorrëncia económica, política regional, infraestruturas, assuntos rurais, alimentação, correio e transportes.

É dirigido pelo Ministro da Economia e da Inovação (Närings- och innovationsminister) e alberga ainda o Ministro das Infraestruturas (Infrastrukturminister), o  Ministro dos Assuntos Rurais (Landsbygdminister) e o Ministro da Habitação e do Desenvolvimento Digital (Bostads- och digitaliseringsminister).

Tem cerca de 494 funcionários.

O atual Ministro da Economia é Ibrahim Baylan (Partido Social-Democrata).

## Ministros do Ministério da Economia
- Ministro das Infraestruturas (Infrastrukturminister)
- Ministro dos Assuntos Rurais (Landsbygdminister).
- Ministro da Habitação e da Digitalização (Bostads- och digitaliseringsminister).

## Agências Governamentaisdo Ministério da Economia
O Ministério da Economia da Suécia tutela, entre outros, os seguintes órgãos e departamentos:
- Direção-Geral dos Transportes (Transportstyrelsen)
- Direção-Geral das Florestas (Skogsstyrelsen)